# Circolo Canottieri Ortigia 2016-2017

## Rosa
| N° |                               | Ruolo | Giocatore           |
| -- | ----------------------------- | ----- | ------------------- |
|    | Italia (bandiera)             | P     | Gianluca Patricelli |
|    | Italia (bandiera)             | P     | Enrico Caruso       |
|    | Italia (bandiera)             | D     | Raffaele Rotondo    |
|    | Italia (bandiera)             | D     | Dario Puglisi       |
|    | Macedonia del Nord (bandiera) | D     | Blagoje Ivović      |
|    | Italia (bandiera)             | D     | Massimo Giacoppo    |
|    | Italia (bandiera)             | D     | Francesco Cassia    |
|    | Italia (bandiera)             | A     | Gianmaria Siani     |

| N° |                       | Ruolo | Giocatore             |
| -- | --------------------- | ----- | --------------------- |
|    | Italia (bandiera)     | A     | Sebastiano Di Luciano |
|    | Montenegro (bandiera) | A     | Damjan Danilović      |
|    | Italia (bandiera)     | A     | Raffaele Cusmano      |
|    | Malta (bandiera)      | A     | Steven Camilleri      |
|    | Italia (bandiera)     | A     | Andrea Tringali       |
|    | Italia (bandiera)     | CB    | Martino Abela         |
|    | Italia (bandiera)     | CB    | Giacomo Casasola      |

- Allenatore: Yiannis Giannouris
- Allenatore: Luigi Leone
- Mental Coach: Feliciano Di Blasi

## Mercato
| Acquisti | Acquisti         | Acquisti         | Acquisti |
| R.       | Nome             | da               |          |
| -------- | ---------------- | ---------------- | -------- |
| P        | Enrico Caruso    | Posillipo        |          |
| D        | Massimo Giacoppo | Pro Recco        |          |
| A        | Raffaele Cusmano | 7 Scogli         |          |
| A        | Andrea Tringali  | ripresa attività |          |

| Cessioni | Cessioni     | Cessioni      | Cessioni |
| R.       | Nome         | a             |          |
| -------- | ------------ | ------------- | -------- |
| A        | Daniele Lisi | fine attività |          |